# لیلیانا د کورتیس
لیلیانا د کورتیس (ایتالیایی: Liliana de Curtis؛ ‏ ۱۰ مهٔ ۱۹۳۳ – ۳ ژوئن ۲۰۲۲) بازیگر اهل ایتالیا بود. وی بین سال‌های ۱۹۵۳ تا ۲۰۰۲ میلادی فعالیت می‌کرد. وی دختر هنرمند ایتالیایی توتو بود.
از فیلم‌هایی که وی در آن‌ها نقش داشته است، می‌توان به اورینت اکسپرس اشاره نمود.